# The Russian Review

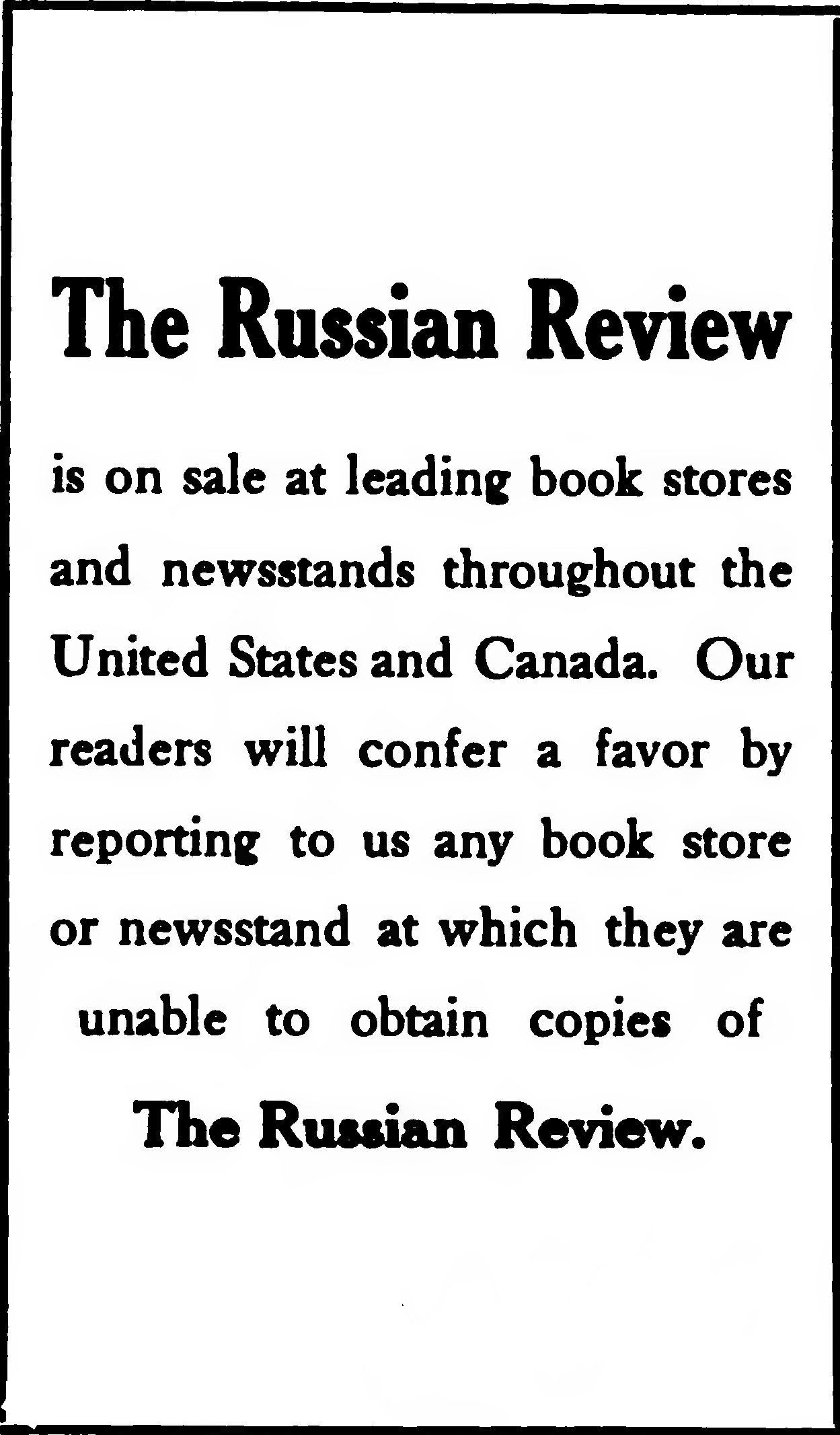
Publicité pour la Russian Review

The Russian Review est une revue pluri-disciplinaire américaine consacrée à l'histoire, la littérature, les beaux arts, le cinéma, la société et la politique de la fédération de Russie, l'ex-Union soviétique et l'ancien Empire russe. Elle publie des articles universitaires et des comptes rendus d'ouvrages.
La revue, fondée en 1941, est publiée de manière trimestrielle par Blackwell Publishing. Son parcours permet de suivre le développement des études sur la Russie en Amérique du Nord. Ses articles témoignent des analyses changeantes sur la Russie, de la Seconde Guerre mondiale à l'effondrement du régime soviétique, en passant par la période de guerre froide. Le rédacteur en chef actuel est Dr Eve Levin, de l'université du Kansas.
Les anciens numéros de The Russian Review sont archivés dans de nombreuses bibliothèques universitaires, ainsi que sur le web via JSTOR . Les numéros récents, à partir de 1998, sont disponibles en version électronique, par abonnement, auprès de « Blackwell Synergy »(Archive.org • Wikiwix • Archive.is • Google • Que faire ?).